# Прапор Ямпільського району
Пра́пор Я́мпільського райо́ну — офіційний символ Ямпільського району Сумської області, затверджений 2 лютого 2004 року 14-ю сесією Ямпільської районної ради XXIV скликання.

## Опис
Прапор має три кольори: блакитний, жовтий та зелений. Вони символізують природу Ямпільського краю. У центрі прапора розміщено герб району. По лівому краю розташовані 16 жовтих зірок, які символізують кількість територіальних утворень району.